# Hans Scherfig
Hans Scherfig (Kopenhagen, 8 april 1905 - Hillerød, 18 januari 1979) was een Deens schrijver en beeldend kunstenaar.

## Leven en werk
Scherfig begon eind jaren 1920, na een onafgeronde studie zoölogie, met schilderen. Zijn schilderijen zijn onder andere kubistisch van aard, maar het meest bekend werd hij met zijn lithografieën van jungledieren, die als naïef beschreven worden.
Door een oogziekte werd zijn zicht tot ongeveer 2% gereduceerd. Dit zorgde er volgens Scherfig zelf voor dat hij zich op het schrijven toelegde. In de jaren 1929 en 1930 maakte hij een reis naar de Verenigde Staten, waar hij de beurskrach meemaakte. Zijn Amerikaanse ervaringen hadden grote invloed op zijn leven en voedden zijn socialistische en communistische opvattingen. Dit kwam als eerste tot uiting in een serie satirische novellen. In 1931 debuteerde hij met Hvad lærer vi i skolen? (Wat leren wij op school?). In datzelfde jaar werd hij lid van de Deense Communistische Partij.
Zijn eerste van in totaal zeven romans kwam in 1937 uit en was getiteld Den døde mand (De dode man). Drie jaar later verscheen zijn bekendste roman, de klassieker Det forsømte forår (Het verloren voorjaar, 1940) waarin hij op ironische wijze kritiek leverde op het Deense schoolsysteem. Hiervoor gebruikte Scherfig ook zijn eigen schoolervaringen. In 1993 werd dit boek verfilmd door Peter Schrøder. 
Het medium Fru Drusse uit het boek Den forsvundne fuldmægtig ("De verdwenen beambte", 1939) werd door Lars von Trier gebruikt in zijn tv-serie Riget (The Kingdom).
Scherfig ligt begraven op Assistens Kirkegård in Nørrebro (Kopenhagen).